# Henri Lemaître (aviateur)
Pour les articles homonymes, voir Henri Lemaître et Lemaître.
Henri Lemaître, né le 6 juillet 1894 à Bléré (Indre-et-Loire) et mort le 23 juillet 1935 à Saint-Maxire (Deux-Sèvres), était un aviateur français, pionnier de l’aviation. Breveté pilote en 1912, il cesse de voler en 1931. En seulement vingt ans de carrière, il a enchaîné les exploits : as du bombardement pendant la Première Guerre mondiale crédité de deux victoires aériennes, précurseur de l’Aéropostale, pilote d'essai, recordman du monde de distance en ligne droite, conseiller technique en Bolivie...

## Distinctions
- Chevalier de la Légion d'honneur
- Croix de guerre 1914–1918 avec 9 citations à l'ordre de l'armée.
- Médaille militaire
- Tours, Bléré et Châteauneuf-du-Pape ont baptisé une rue « Commandant-Lemaitre »[2].